# Мадонна Челлини
Мадонна с Младенцем и четырьмя ангелами, также известная как Мадонна Челлини (итал. La Madonna col Bambino e quattro angeli, anche Madonna Cellini) — бронзовый круглый медальон (тондо) размером 20,5 см работы выдающегося скульптора эпохи итальянского Возрождения флорентийской школы Донателло. Хранится в Музее Виктории и Альберта в Лондоне.

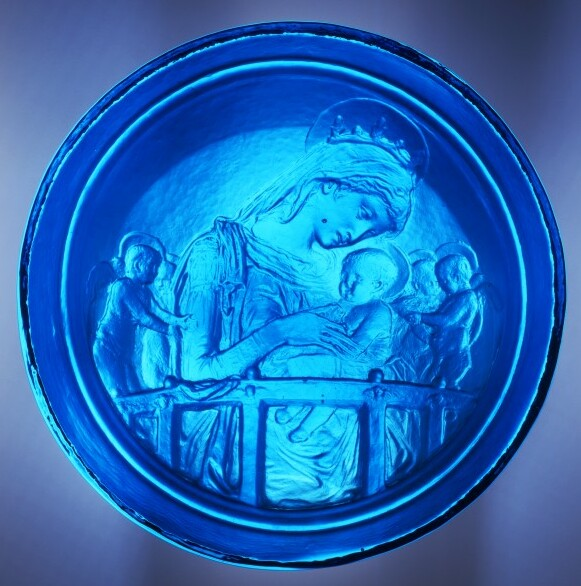
Стеклянная отливка медальона. Музей Виктории и Альберта, Лондон

Медальон был подарен в 1456 году самим Донателло своему лечащему врачу Джованни Челлини. Этот факт документирован в «Учётной книге должников и кредиторов» медика 27 августа 1456 года: «В то время как я лечил Донато, называемого Донателло, единственного и главного мастера по изготовлению фигур из бронзы, дерева и терракоты… он по своей доброте и в знак уважения к лечению, которое я оказал и оказываю его болезни, дал мне медальон размером с миску, в котором была высечена Дева Мария с Младенцем на руках и двумя ангелами по сторонам, всё из бронзы и полое с оборотной стороны». Как видно, Донателло позаботился не только о передней, но и о оборотной стороне медальона, которую можно было использовать, что было большой редкостью для того времени, в качестве формы для получения последующих копий из различных материалов (хотя Челлини писал только о стекле). Чтобы проверить эту особенность, в музее были сделаны копии медальона, с которых были отлиты стеклянные версии.
Джованни Челлини ценил работу флорентийских скульпторов. Его бюст работы Антонио Росселлино также хранится в Музее Виктории и Альберта в Лондоне, а его надгробие, созданное скульптором Бернардо Росселлино, находится в церкви Сан-Доменико в Сан-Миниато.